# Phare de Sula
Le phare de Sula (en norvégien: Sula fyr) est un phare côtier de la commune de Frøya, dans le comté et la région de Trøndelag (Norvège). Il est géré par l'administration côtière norvégienne (en norvégien: Kystverket).
Le phare est classé patrimoine culturel par le Riksantikvaren depuis 2000.

## Histoire
La station est située sur l'île de Sula, en mer de Norvège, qui se trouve à environ 10 km à l'ouest du village de Mausund.
La première lumière sur l'île de Sula a été construite en 1793 et remplacée en 1804.
Le phare actuel a été achevé en 1909 et il a été automatisé en 1974. Il est toujours équipé de sa lentille de Fresnel de 2e ordre d'origine. Il est allumé du 21 juillet au 16 mai de chaque année. Il n'est pas allumé pendant l'été en raison du soleil de minuit de la région.

## Description
Le phare  est une tour octogonale en béton de 13 mètres de haut, avec une galerie et lanterne. La totalité du bâtiment est peint en blanc. Il émet, à une hauteur focale de 45 mètres, trois éclats blancs toutes les 30 secondes. Sa portée nominale est de 18 milles nautiques (environ 33 km).
Identifiant : ARLHS : NOR-043 ; NF-4650 - Amirauté : L1504 - NGA : 8032 .
|          |
| Le phare |

|                  |
| Le phare de Sula |

### Lien connexe
- Liste des phares de Norvège